# Pohjalainen
Pohjalainen (till 1984 Vaasa) är en finländsk dagstidning som utkommer i Vasa.
Tidningen, som grundades 1902 under namnet Vaasa, var ursprungligen ett språkrör för gammalfinnarna och var vid grundandet den enda finskspråkiga i Södra Österbotten och fick därigenom snabbt en trogen läsekrets i landskapet. Vaasa blev 1918 i likhet med flertalet andra gammalfinska tidningar ett organ för Samlingspartiet och låg i upplagesiffror under mellankrigstiden något före den lokala konkurrenten Ilkka, som 1962 flyttade till Seinäjoki. Vaasa blev sjudagarstidning 1936. Bland tidningens chefredaktörer märks Jaakko Ikola (1924–1945), som även satt i riksdagen, och Ilmari Laukkonen (1951–1980). Pohjalainens utgivare Vaasa Oy är sedan 1992 ett dotterbolag till Ilkka-Yhtymä Oyj i Seinäjoki. Upplagan uppgick 2008 till drygt 27 700 exemplar.

## Chefredaktörer
- 1903: O. E. Könni
- 1903–1905: Erkki Wallin-Voionmaa
- 1905–1910: H. J. Räisänen
- 1910–1913: Yrjö Kataja
- 1913–1924: V. J. Tuomikoski
- 1924–1941: Jaakko Ikola
- 1941–1950: Heikki Hyppönen
- 1951–1980: Ilmari Laukkonen
- 1981–1984: Jaakko Korjus
- 1985–1991: Erkki Malmivaara
- 1991–1996: Jaakko Elenius
- 1996–2002: Kari Mänty [1]
- 2002–2009: Markku Mantila[2]
- 2009: Arno Ahosniemi[3]
- 2010–2013: Kalle Heiskanen
- 2014–2019: Toni Viljanmaa